# (9119) Georgpeuerbach
(9119) Georgpeuerbach est un astéroïde de la ceinture principale.

## Description
(9119) Georgpeuerbach est un astéroïde de la ceinture principale. Il fut découvert le 18 février 1998 à Linz par l'Observatoire privé Meyer-Obermair. Il présente une orbite caractérisée par un demi-grand axe de 3,05 UA, une excentricité de 0,10 et une inclinaison de 0,9° par rapport à l'écliptique.
Il fut nomméé en hommage à Georg von Peuerbach.

## Compléments